# Венк фон Венкхейм
Венк фон Венкхейм (нем. Wenckh von Wenckheim) — дворянский род.
В XV веке переселились из Франконии в Венгрию. В XVIII веке получили баронское достоинство; одна ветвь его с 1802 г. носит графский титул.

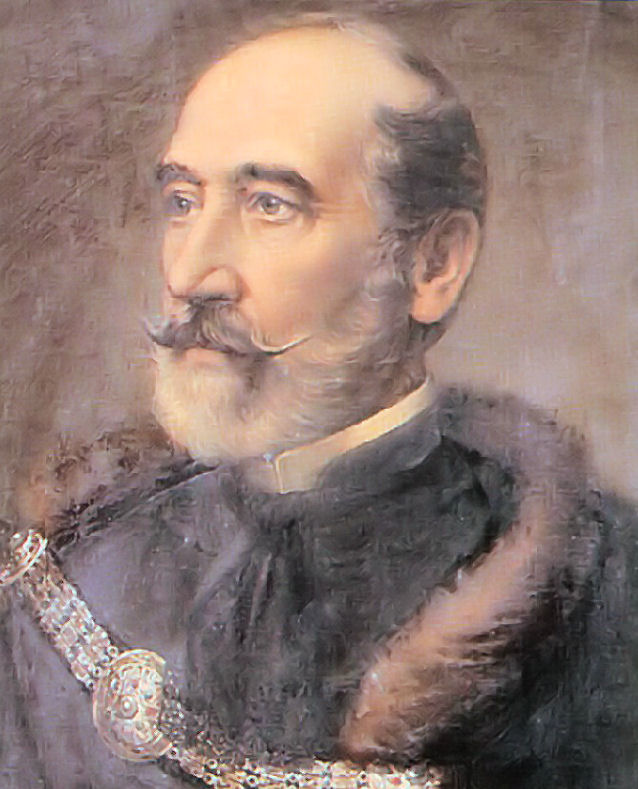
Wenckheim Bela

Барон Бела Венкхейм (1811—1879) играл видную роль во время революции 1848 г., принадлежал к партии Ференца Деака и при создании австро-мадьярского дуализма в 1867 г. назначен министром внутренних дел, а в 1875 г. был премьер-министром, но отказался через полгода от этого звания и вернулся к прежней должности.